# 秋田市立牛島小学校
秋田市立牛島小学校（あきたしりつ うしじましょうがっこう）は、秋田県秋田市牛島東六丁目にある公立小学校。

## 沿革
出典
- 1874年（明治7年）4月25日 - 設立認可。牛島村の民家を借り受け授業を行う。三教室、教員3名、生徒数25名
- 1875年（明治8年）3月31日 - 牛島25番地の内1（現在の牛島東3丁目5番）に校舎落成・開校式。生徒数200名
- 1901年（明治34年）12月17日 - 校舎新築。校地2反7畝29歩9合4勺（牛島206・207・208番地）
- 1905年（明治38年）
  - 2月14日 - 火災校舎焼失
  - 2月15日 - 河辺郡物産陳列場及び製糸工場を借り受け校舎とする（現在の牛島商店街通り付近）
- 1907年（明治40年）
  - 7月5日 - 校舎新築（牛島町25番地）
  - 11月23日 - 校舎新築落成式挙行
- 1915年（大正4年）5月 - 御大礼記念運動場完成（三皇熊野神社里宮境内）
- 1922年（大正11年）
  - 3月27日 - 校舎狭隘の為、秋田市及び二ツ屋通学児、転出
  - 12月19日 - 屋内体操場増築完了
- 1924年（大正13年）4月1日 - 秋田市牛島尋常高等小学校と改称
- 1930年（昭和5年）4月18日 - 異常乾燥が原因で牛島町で大火が発生し、住家97戸、非住家10棟焼失[2]。罹災した児童51名
- 1935年（昭和10年）12月22日 - 創立六十周年記念式典挙行
- 1936年（昭和11年）4月1日 - 秋田市牛島小学校に改称
- 1941年（昭和16年）
  - 4月1日 - 秋田市牛島国民学校に改称
  - 5月12日 - 栄養補給施設完備（玄米乳設備）
- 1944年（昭和19年）7月1日 - うどん給食実施
- 1945年（昭和20年）6月30日 - 創立七十周年記念式典挙行
- 1947年（昭和22年）4月1日 - 秋田市立牛島小学校に改称
- 1950年（昭和25年）6月23日 - パン給食、完全給食実施
- 1955年（昭和30年）9月17日 - 創立八十周年記念校歌制定
- 1965年（昭和40年）10月14日 - 校舎改築地鎮祭並びに着工式
- 1966年（昭和41年）
  - 4月1日 - 特殊学級開設
  - 10月22日 - 新校舎に移転（現在地）
- 1967年（昭和42年）3月31日 - 体育館新築
- 1968年（昭和43年）
  - 6月1日 - 新校舎改築落成に伴い旧校舎の一部を牛島記念館として設置（現在の旧牛島児童館[3]）・創立90周年記念式典挙行
  - 7月22日 - プール竣工
- 1969年（昭和44年）11月26日 - 金照寺山スキー場使用許可成る
- 1970年（昭和45年）
  - 8月22日 - 養鶏を始める
  - 12月7日 - 太陽灯入浴開始
- 1972年（昭和47年）
  - 3月3日 - 6教室増築
  - 6月24日 - 集団登校から自由登校に切り替える
- 1974年（昭和49年）11月9日 - 創立百周年記念式挙行
- 1975年（昭和50年）4月1日 - 6教室増築
- 1980年（昭和55年）4月1日 - 学区の一部を大住小学校に編入
- 1984年（昭和59年）11月1日 - 屋内運動場改修工事完了
- 1985年（昭和60年）11月1日 - 創立110周年記念式典挙行
- 1986年（昭和61年）8月13日 - 牛島スポーツ少年団野球部、第6回全日本学童軟式野球大会で全国優勝
- 1987年（昭和62年）7月19日 - プール更衣室等改修工事完了
- 1990年（平成2年）8月10日 - 給食室補修工事完了
- 1994年（平成6年）
  - 3月22日 - 校舎改築完工
  - 11月26日 - 校舎竣工記念式典
- 1995年（平成7年）
  - 3月31日 - 学校林図書（杉の子文庫）開設
  - 10月20日 - 創立120周年記念式典挙行
- 1996年（平成8年）3月21日 - グラウンド中庭改修、飼育小屋、小屋工事完了
- 2002年（平成14年）4月1日 - すこやか学級新設
- 2005年（平成17年）
  - 5月14日 - 創立130周年記念大運動会開催
  - 9月30日 - 創立130周年記念式典挙行
- 2010年（平成22年）3月26日 - 特別教室棟改築完工
- 2011年（平成23年）3月28日 - 体育館改築完工
- 2012年（平成24年）
  - 7月21日 - 体育館前舗装工事完成
  - 9月21日 - 体育小屋移設工事完成

### 児童数の推移
- 明治9年 - 37年分の資料は明治39年2月14日の学校火災により焼失
- 昭和10年までは尋常小学校と高等科の児童数の合計

| 年度     | 児童数 | 年度     | 児童数 | 年度     | 児童数 | 年度     | 児童数 | 年度     | 児童数 | 年度     | 児童数 | 年度     | 児童数 | 年度     | 児童数 |
| -------- | ------ | -------- | ------ | -------- | ------ | -------- | ------ | -------- | ------ | -------- | ------ | -------- | ------ | -------- | ------ |
| 明治7年  | 25     | 大正2年  | 378    | 大正12年 | 396    | 昭和8年  | 490    | 昭和18年 | 536    | 昭和28年 |        | 昭和38年 | 616    | 昭和48年 | 1245   |
| 明治8年  | 200    | 大正3年  | 377    | 大正13年 | 395    | 昭和9年  | 511    | 昭和19年 | 512    | 昭和29年 | 553    | 昭和39年 | 642    | 昭和49年 | 1333   |
| 明治38年 | 296    | 大正4年  | 391    | 大正14年 | 399    | 昭和10年 | 494    | 昭和20年 | 515    | 昭和30年 | 595    | 昭和40年 | 665    | 昭和50年 | 1384   |
| 明治39年 | 285    | 大正5年  | 414    | 昭和元年 | 398    | 昭和11年 | 438    | 昭和21年 | 595    | 昭和31年 | 652    | 昭和41年 | 709    | 昭和51年 | 1455   |
| 明治40年 | 294    | 大正6年  | 416    | 昭和2年  | 403    | 昭和12年 | 450    | 昭和22年 | 514    | 昭和32年 | 696    | 昭和42年 | 752    | 昭和52年 | 1544   |
| 明治41年 | 300    | 大正7年  | 444    | 昭和3年  | 411    | 昭和13年 | 457    | 昭和23年 | 526    | 昭和33年 | 707    | 昭和43年 | 807    | 昭和53年 | 1565   |
| 明治42年 | 336    | 大正8年  | 442    | 昭和4年  | 441    | 昭和14年 | 501    | 昭和24年 | 512    | 昭和34年 | 707    | 昭和44年 | 875    | 昭和54年 | 1601   |
| 明治43年 | 341    | 大正9年  | 403    | 昭和5年  | 466    | 昭和15年 | 516    | 昭和25年 | 520    | 昭和35年 | 693    | 昭和45年 | 980    | 昭和55年 | 1073   |
| 明治44年 | 393    | 大正10年 | 407    | 昭和6年  | 481    | 昭和16年 |        | 昭和26年 | 529    | 昭和36年 | 662    | 昭和46年 | 1086   | 昭和56年 | 1028   |
| 大正元年 | 364    | 大正11年 | 387    | 昭和7年  | 491    | 昭和17年 |        | 昭和27年 | 511    | 昭和37年 | 638    | 昭和47年 | 1139   | 昭和57年 | 1042   |

| 年度     | 児童数 | 年度     | 児童数 | 年度     | 児童数 | 年度     | 児童数 | 年度    | 児童数 |
| -------- | ------ | -------- | ------ | -------- | ------ | -------- | ------ | ------- | ------ |
| 昭和58年 | 989    | 平成5年  |        | 平成15年 | 567    | 平成25年 | 509    | 令和5年 | 366    |
| 昭和59年 | 947    | 平成6年  |        | 平成16年 | 579    | 平成26年 | 483    | 令和6年 | 367    |
| 昭和60年 | 885    | 平成7年  |        | 平成17年 | 562    | 平成27年 | 452    |         |        |
| 昭和61年 | 870    | 平成8年  |        | 平成18年 | 541    | 平成28年 | 437    |         |        |
| 昭和62年 | 863    | 平成9年  |        | 平成19年 | 540    | 平成29年 | 406    |         |        |
| 昭和63年 | 795    | 平成10年 |        | 平成20年 | 514    | 平成30年 | 378    |         |        |
| 平成元年 | 756    | 平成11年 |        | 平成21年 | 510    | 令和元年 | 380    |         |        |
| 平成2年  | 731    | 平成12年 |        | 平成22年 | 526    | 令和2年  | 363    |         |        |
| 平成3年  | 691    | 平成13年 |        | 平成23年 | 534    | 令和3年  | 373    |         |        |
| 平成4年  | 640    | 平成14年 |        | 平成24年 | 530    | 令和4年  | 371    |         |        |

## 周辺
- 金照寺山
- 一つ森公園
- 秋田赤十字病院
- JR東日本秋田総合車両センター南秋田センター
- 真如苑秋田支部
- マルダイ牛島店
- 北都銀行牛島支店
- 秋田銀行牛島支店
- 羽後牛島駅
- 秋田市立城南中学校
- 秋田県立秋田南高等学校・中等部
- 国道13号

## 著名出身者
- 長崎惣之助 (国鉄総裁)